# Molanna uniophila
Molanna uniophila is een schietmot uit de familie Molannidae. De soort komt voor in het Nearctisch gebied.